# Cristina de Arteaga
María Cristina de Arteaga y Falguera (Zarauz, 6 de septiembre de 1902 – Sevilla, 13 de julio de 1984) fue una monja jerónima española, escritora, historiadora y poetisa.

## Biografía
Era la cuarta de los nueve hijos habidos del matrimonio formado por Joaquín de Arteaga y Echagüe, XVIII marqués de Santillana y, más tarde, XVII duque del Infantado, y de Isabel Falguera y Moreno, XVII condesa de Santiago. Fue ahijada de la reina María Cristina por lo que se le impuso su mismo nombre.
Su infancia transcurrió entre las casas familiares de Madrid y Zarauz, así como en el Castillo de Viñuelas. Recibió, como el resto de sus hermanos, una esmerada educación que le permitió, al cumplir los diez años, ser una de las pocas mujeres de la época que accedían al bachillerato, cuyo grado obtuvo con la máxima calificación en el Instituto San Isidro de Madrid en 1918.
Terminado el bachillerato cursó estudios universitarios, obteniendo la licenciatura en Historia con premio extraordinario en 1920. A propuesta de la Confederación de Estudiantes Católicos, le fue concedida la Gran Cruz de Alfonso XII por su destacado expediente académico. Se doctoró en la Universidad Central con una tesis sobre su pariente Juan de Palafox y Mendoza, la primera en Historia defendida por una mujer en España.
Militó en la Confederación Católica de Estudiantes con mítines y conferencias y fue presidenta de la Acción Católica Femenina.
Tras un desengaño amoroso, ingresó en la vida religiosa. En julio de 1926 entró en la abadía benedictina de Santa Cecilia de Solesmes, pero una enfermedad psíquica impidió que continuara desarrollando su vocación en Solesmes y a los seis meses abandonó la abadía para ingresar en un hospital donde permaneció otros seis meses.
Tras viajar por Tierra Santa, visitar Roma en dos ocasiones y conocer y tratar a dos monjas jerónimas refugiadas en casa de una amiga y al capellán del Monasterio de la Concepción Jerónima de Madrid, ingresa en el mismo el 28 de octubre de 1934, para tomar el hábito seis meses más tarde y profesar el 19 de mayo de 1936. Durante esta época colabora en la revista monárquica y de extrema derecha Ellas, «semanario de las mujeres españolas» que se autodefinían como «cristianas y patriotas» y cuyo primer director fue José María Pemán. También escribe en Acción Española.
La guerra civil la obliga a abandonar el monasterio y huir de Madrid. Tras pasar por varias casas, termina en la Embajada de Argentina, y posteriormente, tras viajar de un sitio a otro, se instaló en la casa familiar de Biarritz, desde donde, tras diversas vicisitudes, llegó en 1942 al Monasterio de Santa Paula de Sevilla, donde hizo profesión solemne el 9 de mayo de 1943. Un año más tarde fue elegida priora del convento a cuyo cargo estuvo hasta su muerte en 1984. En 1958 fue elegida presidenta de la Federación de Monasterios de Monjas Jerónimas españolas.

## Muerte
Falleció en Sevilla el 13 de julio de 1984 y sus restos mortales fueron sepultados en el coro bajo del convento de Santa Paula de la misma ciudad.
Actualmente se encuentra en proceso de beatificación y canonización.

## Reconocimientos
En 2024, Arteaga fue incluida en el proyecto de la Subdirección General de Archivos Estatales titulado Mujeres Investigadoras en los Archivos Estatales (1900-1970) y que se encuentra en el Portal de Archivos Españoles (PARES). Esta iniciativa fue impulsada por el Ministerio de Cultura con el objetivo de reconocer y poner en valor las contribuciones de aquellas mujeres que desarrollaron investigaciones en los diferentes archivos estatales a principios del siglo XX.

## Obra
- Sembrad: poesías (1925)
- La Casa del Infantado, cabeza de los Mendoza (1940).
- Borja (1941).
- Sembrarse...(1948).
- La vida plural y dinámica del marqués de Santillana (1948).
- El obispo Palafox y Mendoza (1960).
- Beatriz Galindo «La Latina» (1975).
- Madre Dolores Márquez, fundadora de las Filipenses Hijas de María Dolorosa (1979).
- Una mitra sobre dos mundos: la de don Juan de Palafox y Mendoza, obispo de Puebla de los Ángeles y de Osma (1985).
- El carmelo de San José de Guadalajara y sus tres azucenas (1985).

## Distinciones
- Gran Cruz de Alfonso XII (1927).
- Miembro de la Real Academia de Bellas Artes de Santa Isabel de Hungría (1973).
- Hija adoptiva de Granada (1968).
- Medalla de Oro de la Ciudad de Granada (1968).

## Causa de canonización
En 2001, el cardenal arzobispo Carlos Amigo abrió el proceso para canonizar a la madre sor Cristina de la Cruz Arteaga, en el monasterio de Santa Paula, donde había residido la mayor parte de su vida. La fase diocesana del proceso concluyó el 15 de septiembre de 2009 con un acto presidido por el mismo cardenal. En 2010 se abrió el proceso en el Vaticano.